# دويسبورغ
دويسبورغ أو دُويسبُرغ (Duisburg) مدينة ألمانية يقطنها 495.668 نسمة. تقع في ولاية شمال الراين - فستفاليا الاتحادية غربي البلاد. مدينة دويسبورغ هي قضاء حضري مستقل (Kreisfreie Stadt) داخل محافظة دوسلدورف، في الجزء الغربي من حوض الرور (Ruhrgebiet).
أصبحت دويسبورغ مركزاً هاما في تجارة وإنتاج الصلب، لامتلاكها أكبر ميناء نهري بأوروبا وقربها من مطار دوسلدورف الدولي.

## الجغرافيا
تقع دويسبورغ بمنطقة الراين الأسفل عند التقاء نهري الراين والرور وبالقرب من ضواحي إقليم البلاد الجبلية (Bergisches Land). تمتد المدينة على طول جانبي هذين النهرين.
و المدينة الحالية هي نتاج عملية اندماج حضري مع البلدات والمدن الصغيرة المجاورة في مدينة واحدة. دويسبورغ ثانية عشر المدن الألمانية من حيث عدد سكان والخامسة في شمال الراين وستفاليا بعديدهم الذي يقارب 500,000 نسمة.

### المدن المجاورة
للمدن التالية حدود مع مدينة دويسبورغ (في اتجاه عقارب الساعة بدءاً من الشمال الشرقي): أوبرهاوزن، مولهايم، راتنغن، دوسلدورف، كريفيلد، مورس، راينبيرغ ودينسلاكن.

### التقسيم الإداري
قـُسمت مدينة دويسبورغ منذ الأول من يناير من عام 1975 إلى سبعة أحياء (Stadtbezirke) من الشمال إلى الجنوب:

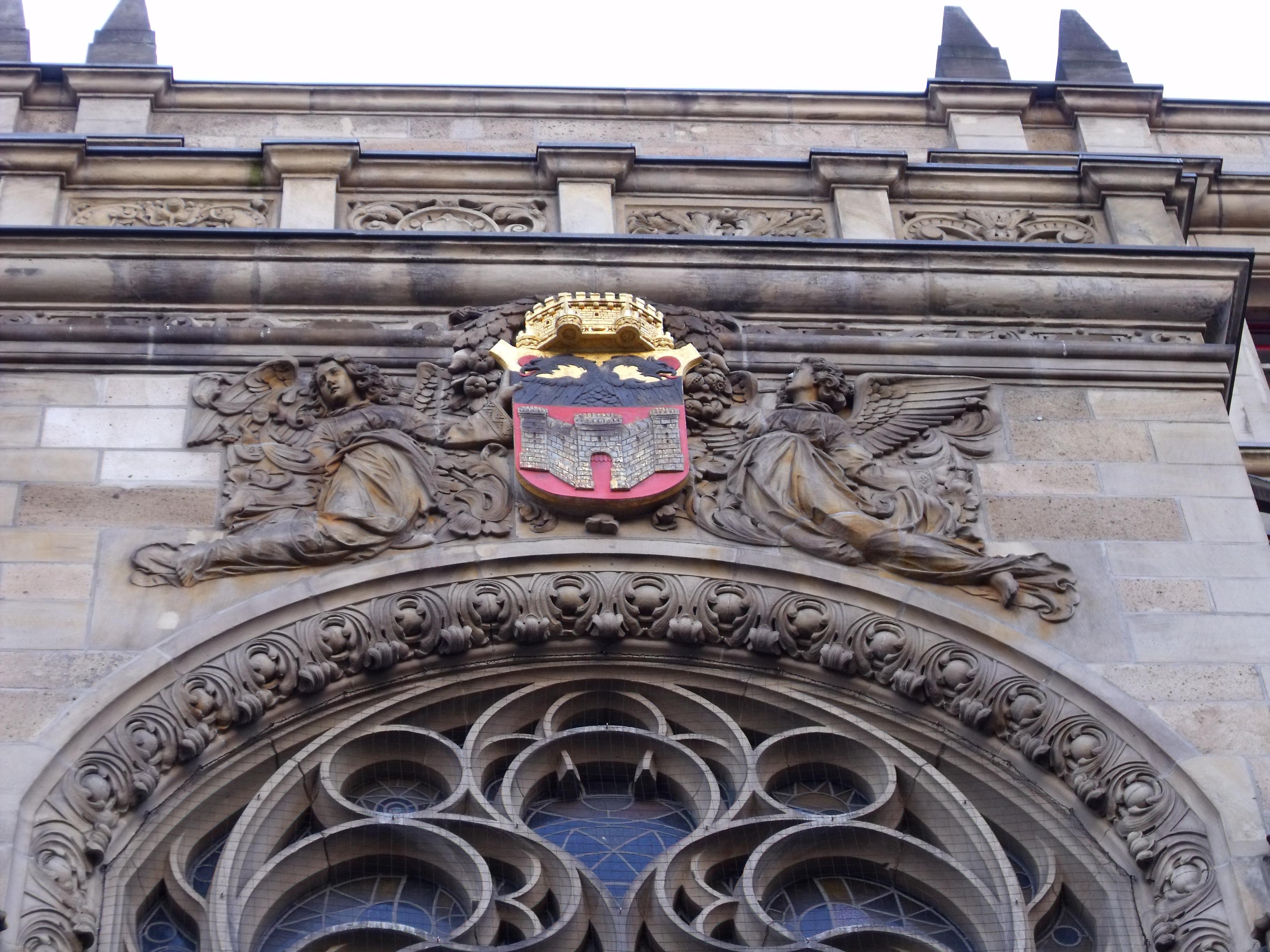
Wappen دويسبورغ في قاعة المدينة في مدينة دويسبورغ.

## التاريخ

### العصر الروماني
تبين آخر الدراسات الأثرية أن مكان السوق اليوم قد استخدام بالفعل في القرن الأول. كان أكبر مكان مركز تجارة بالمدينة منذ القرن الخامس. كانت المدينة نفسها تقع في هلفغ (Hellweg)، وهو طريق تجاري قروسطي هام، عند مخاضة عبر نهر الراين حرست من قبل الرومان.
- 420 اغتصب الفرنجة المستوطنة الرومانية وأعادوا استعمار الجزء القديم من المدينة.
- 883 استولى النورمان على دويسبورغ وبقوا حتى الشتاء. أول وثيقة تاريخية ذكرت دويسبورغ.

### القرون الوسطى
ونظراً لموقع المدينة الاستراتيجي المميز تأسس بالاتينات، ثم سرعان ما تحصلت المدينة الصفة الملكية كمدينة حرة. أصبحت دويسبورغ عضواً في الرابطة الهانزية.
حوالي سنة 1000 غيّر نهر الراين مساره غرباً من المدينة. وضع هذا نهاية لتنمية المدينة كمدينة تجارية وسرعان ما نمت كمدينة ريفية هادئة. أشهرت منتجات رسام الخرائط غيراردوس ميركاتور وتأسيس جامعة في سنة 1655 المدينة فصارت تعرف ب«دويسبورغ المتعلمة» ("Duisburgum Doctum").
- حوالي سنة 1000، حول الراين مجرى نهره عن دويسبورغ
- 1120 بناء سور المدينة
- 1279 «ميثاق المدينة» الذي منحها إيـّاه الملك لوثر الثالث
- 1445 أحباط هجوم من قـِبل رئيس أساقفة كولونيا
- 1566 أكمل يوهانس كوربوتيوس خريطته لمدينة دويسبورغ.
- 1666 دويسبورغ رفقة دوقية كليفي أصبحت جزءاً من براندنبورغ بروسيا

### الثورة الصناعية
جعل ازدهار صناعات التبغ والنسيج في القرن الثامن عشر من دويسبورغ مركزاً صناعياً. أثرت شركات صناعية كبيرة مثل الحديد والصلب والشركات المنتجة (شركة تايسن كروب و) على التنمية بالمدينة داخل مقاطعة الراين البروسية. جرى بناء مناطق سكنية كبير بالقرب من مواقع الإنتاج حيث سكن العمـّال وأسرهم.
- 1824 بنى كورتيوس مصنع حامض الكبريتيك. بداية من العصر الصناعي في دويسبورغ.

1828 فرانز Haniel يبني حوض لالبواخر
- 1846 خط السكك الحديدية إلى دوسلدورف
- 1847 خط السكك الحديدية عبر دورتموند إلى مندن
- 1873 أصبح دويسبورغ مقاطعة المدينية مستقلة.
- 1904 مولد المقيم رقم 100000 (إرنست ر. شتراوبي)
- 1921 احتل المشاة الفرنسيون المدينة في 8 آذار / مارس لضمان دفع تعويضات الحرب التي تكبدتها خلال الحرب العالمية الأولى.
- 1929 مدينة دويسبورغ - هامبورن صارت تسمى دويسبورغ.
- 1938 (تشرين الثاني / نوفمبر) دمـّر النازيون المعبد اليهودي.

## الثقافة
تستضيف دويسبورغ جامعة دويسبورغ-إيسن، التي تأسست في عام 2003 بالاندماج مع نظيرتها في مدينة إسن القريبة ويدرس بها 33.000 الطلاب، مما يجعلها من بين أكبر عشر جامعات في ألمانيا.

## الاقتصاد
ميناءها النهري المسمى دويسبورت (Duisport) هو الأهم بأوروبا وهو من أكبرها في العالم. وأصبحت مركزاً هاماً في مجال تجارة وإنتاج الصلب. قطب مهم في صناعات الصلب والكيمياوية والميكانيكية، وبها منجم للفحم، ورغم أن قطاع التعدين في دويسبورغ لم تكن أبداً بارزاً كما هو بمدن أخرى في الرور. جميع مصاهر الصلب في الرور تقع اليوم في دويسبورغ، والتي تنتج 49 ٪ من المعادن الألمانية و 34.4 ٪ من حديد الزهر في ألمانيا.

## الرياضة
هي مقر لنادي إم إس فاو دويسبورغ (MSV Duisburg) لكرة القدم.

## شخصيات مشهورة
توني توريك

## التوأمة
دويسبورغ متوأمة من المدن التالية: 
- كاليه، فرنسا
- بورتسموث، المملكة المتحدة
- فيلنيوس، لتوانيا
- ووهان، الصين
- غازي عينتاب، تركيا
- بيرم، روسيا
- سان بيدرو سولا، هندوراس
- لومي، توغو

## وصلات خارجية
- الموقع الرسي للمدينة (بالإنكليزية)
- جامعة دويسبورغ - إسن (بالألمانية)
- معلومات سياحية عن دويسبورغ
- حديقة حيوانات دويسبورغ في Zoo-Infos.de (بالإنكليزية)
- World Games 2005 Duisburg نسخة محفوظة 18 يوليو 2005 على موقع واي باك مشين.